# Obermorschwihr
Obermorschwihr – miejscowość i gmina we Francji, w regionie Grand Est, w departamencie Górny Ren.
Według danych na rok 1990 gminę zamieszkiwały 354 osoby, 223 os./km².